# Toy Fox Terrier
Toy Fox Terrier é uma raça de cão de pequeno porte do tipo terrier, originária dos Estados Unidos. É descendente direta do Fox Terrier normal, mas é considerada uma raça separada. 
Nos Estados Unidos a raça é reconhecida por entidades como a AKC(American Kennel Club) e UKC(United Kennel Club). No Brasil e reconhecida pela CBKC.
É um cão inteligente, alerta, amigável e leal com
seu dono. Como qualquer outro terrier, é possessivo, espirituoso,
determinado e não se intimida facilmente. É um cão altamente ativo. Qualquer atitude ou personalidade que não seja de um terrier é considerada fora de padrão.